# Vörhenyes ricsóka
A vörhenyes ricsóka (Smithornis rufolateralis) a madarak osztályának verébalakúak (Passeriformes) rendjébe, a Calyptomenidae családjába tartozó  Smithornis nem faja.
Besorolásuk vitatott, régebben a  ricsókafélék (Eurylaimidae) családjába tartoztak, az újabb kutatások helyezték az új családba, de ez még nem minden rendszerező által elfogadott.

## Előfordulása
Angola, Kamerun, Közép-afrikai Köztársaság, Kongói Köztársaság, Kongói Demokratikus Köztársaság, Egyenlítői-Guinea, Gabon, Ghána, Libéria, Nigéria, Togo, Uganda és Sierra Leone területén honos.

## Alfajai
- Smithornis rufolateralis rufolateralis - Gray, 1864
- Smithornis rufolateralis budongoensis - Someren, 1921